# Mattia Variola
Mattia Variola (San Vito al Tagliamento, 17 maggio 1995) è un bobbista italiano.

## Biografia
Si è diplomato come perito tecnico all'Itis di Pordenone. Ha studiato ingegneria elettronica all'Università degli Studi di Udine. Il 26 dicembre 2017 è stato arruolato come agente nella polizia penitenziaria e compete per il Gruppo Sportivo Fiamme Azzurre.
Intrattiene una relazione sentimentale con la discobola e bobbista Giada Andreutti.
Si è qualificato ai Giochi olimpici invernali di Pyeongchang 2018, ma non ha potuto parteciparvi a causa di un infortunio subito pochi gioni prima delle gare.
Vanta due partecipazioni ai mondiali: nell'edizione 2015 si è classificato 25° nel bob a quattro, mentre nel 2017 è stato 31° nel bob a due e 24° bob a quattro.
Agli europei del 2017 si è piazzato 14° nel bob a due.
È stato campione italiano di bob a due nel 2017. Ha vinto gli europei juoniores di Innsbruck 2019 nel bob a 4 con Patrick Baumgartner, Lorenzo Bilotti e Alex Verginer.
Ha fatto parte della spedizione olimpica italiana di Pechino 2022.

## Palmarès

### Coppa del Mondo
- Miglior piazzamento in classifica generale nel bob a quattro: 19º nel 2022/23.

### Campionati europei juniores
Innsbruck 2019: oro nel bob a 4.

### Campionati italiani di bob
2017: oro nel bob a due.